# Michauxia koeieana
Michauxia koeieana (лат.) — вид двудольных растений рода Мишоксия (Michauxia) семейства Колокольчиковые (Campanulaceae). Впервые описан австрийским ботаником Карлом Хайнцем Рехингером в 1955 году.
Синонимичное название — Mindium koeieanum (Rech.f.) Rech.f. & Schiman-Czeika.

## Распространение, описание
Эндемик Ирана. Типовые экземпляры собраны в провинции Лурестан (местность Чах-Базан).
Двулетнее растение.